# Bactrocera vargus
Bactrocera vargus är en tvåvingeart som först beskrevs av Hardy 1982.  Bactrocera vargus ingår i släktet Bactrocera och familjen borrflugor. Inga underarter finns listade.